# Mire Chatman
Mire De Juan Chatman (ur. 24 października 1978 w Garland) – amerykański koszykarz, występujący na pozycji rozgrywającego.
W 2005 reprezentował Los Angeles Clippers, podczas rozgrywek letniej ligi NBA.

## Osiągnięcia
Na podstawie, o ile nie zaznaczono inaczej.
College
- Zawodnik roku konferencji Independent (2002)
- Obrońca roku konferencji Independent (2002)
- Najlepszy pierwszoroczny zawodnik konferencji Trans South (1999)
- Zaliczony do:
  - I składu JUCO All-American (2000)
  - składu honorable mention All-American (2002)
  - Galerii Sław Sportu uczelni Texas-Pan American
- Lider konferencji Independent w:
  - liczbie:
    - (760) i średniej (26,2) punktów (2002)
    - (78 – 2001, 105 – 2002) i średniej przechwytów (2,7 – 2001, 3,6 – 2002)
    - celnych:
      - (265) i oddanych (548) rzutów z gry (2002)
      - (65) i oddanych (186) rzutów za 3 punkty (2002)
      - (165) i oddanych (236) rzutów wolnych (2002)

  - skuteczności rzutów z gry (48,4% – 2002)

Drużynowe
- Mistrz
  - Pucharu ULEB (2006)
  - Łotwy (2003, 2004)
- Brąz FIBA EuroCup Challenge (2003)
- 4. miejsce podczas mistrzostw:
  - Włoch (2007)
  - Rosji (2008)
- Finalista pucharu Turcji (2011)

Indywidualne
- MVP kolejki:
  - Pucharu ULEB (9, 16 – 2005/2006)
  - Eurocup (5 – 2008/2009, 2 – 2009/2010)
- Zwycięzca konkursu wsadów, podczas meczu gwiazd ligi łotewskiej (2003)
- Uczestnik meczu gwiazd ligi:
  - łotewskiej (2003)
  - tureckiej (2010, 2011)
- Lider:
  - strzelców Eurocup (2010)
  - w asystach:
    - Euroligi (6,2 – 2005)
    - ligi tureckiej (6,4 – 2012)

  - w przechwytach ligi łotewskiej (2003)